# Robert Sánchez
Robert Lynch Sánchez (* 18. listopadu 1997 Cartagena) je španělský profesionální fotbalový brankář, který chytá za anglický klub Chelsea FC a za španělskou fotbalovou reprezentaci.

## Klubová kariéra

### Brighton & Hove Albion
Sánchez, který se narodil v Cartageně, začal svou kariéru v akademii Levante, odkud se v 15 letech přesunul do anglického Brighton & Hove Albion, v červnu 2015 podepsal první profesionální smlouvu. V dubnu 2018 podepsal s klubem novou tříletou smlouvu.

#### Forest Green Rovers (hostování)
V červnu 2018 odešel Sánchez na roční hostování do Forestu Green Rovers, který hrál čtvrtou nejvyšší anglickou soutěž. Sánchez debutoval v prvním kole sezóny proti Grimsby Town, které Rovers vyhráli 4:1. První čisté konto vychytal ve 4. kole při bezbrankové remíze se Stevenage dne 21. srpna 2021. Sánchez byl z hostování, poté co odchytal 17 ligových zápasů a udržel dvě čistá konta, stáhnut v lednu 2019 kvůli odjezdu klubové jedničky Mathewa Ryana na reprezentační sraz Austrálie na Asijský pohár. Nicméně se Sánchez přes konkurenci Davida Buttona a Jasona Steela do branky nedostal, a tak se přesunul zpátky do klubové juniorky do konce sezóny.

#### Rochdale (hostování)
Dne 24. července 2019 se Sánchez připojil k třetiligovému Rochdale na hostování do konce sezóny 2019/20. V klubu debutoval při vítězství 3:2 nad nově postoupivším Tranmere Rovers. Svůj první ligový čistý štít si připsal dne 17. srpna 2019, po bezbrankové remíze proti Blackpoolu. V sezóně, kde byl brankářskou jedničkou Rochdale, odchytal 26 ligových zápasů a připsal si 6 čistých kont. V průběhu hostování prodloužil smlouvu s Brightonem až do roku 2023.

#### Sezóna 2020/21
Dne 1. listopadu 2020 debutoval Sánchez v bráně Brightonu, a to při ligové prohře 1:2 proti Tottenhamu Hotspur, kdy dostal přednost před brankářskou jedničkou Mathewem Ryanem. Ten poté odchytal dalších pět zápasů a po neuspokojivých výkonech australského reprezentačního gólmana převzal Sánchez pozici brankářské jedničky na trvalo. Dne 23. února 2021 podepsal Sánchez s Brightonem novou smlouvu na čtyři a půl roku do června 2025. V sezóně odchytal 27 ligových zápasů, ve kterých si připsal 10 čistých kont.

## Reprezentační kariéra
Sánchez se narodil ve Španělsku anglickému otci a španělské matce. 15. března 2021 byl Sánchez poprvé povolán do španělského národního týmu na kvalifikační zápasy na Mistrovství světa 2022 proti Řecku, Gruzii a Kosovu.
V květnu 2021 byl nominován do španělské reprezentace na závěrečný turnaj Euro 2020. On, a ani David de Gea, se však do zápasů nedostal, všechny zápasy totiž odchytal Unai Simón. Španělé byli vyřazeni 6. července v semifinále proti Itálii po penaltách na stadionu ve Wembley.

## Osobní život
Sánchez uvedl, že jeho vzory byli španělští brankáři Iker Casillas a David de Gea.

## Statistiky

### Klubové
K 21. srpnu 2021
| Klub                        | Sezóna  | Liga           | Liga   | Liga | FA Cup | FA Cup | EFL Cup | EFL Cup | Ostatní | Ostatní | Celkem | Celkem |
| Klub                        | Sezóna  | Liga           | Zápasy | Góly | Zápasy | Góly   | Zápasy  | Góly    | Zápasy  | Góly    | Zápasy | Góly   |
| --------------------------- | ------- | -------------- | ------ | ---- | ------ | ------ | ------- | ------- | ------- | ------- | ------ | ------ |
| Brighton & Hove Albion      | 2018/19 | Premier League | 0      | 0    | 0      | 0      | 0       | 0       | –       | –       | 0      | 0      |
| Brighton & Hove Albion      | 2019/20 | Premier League | 0      | 0    | 0      | 0      | 0       | 0       | –       | –       | 0      | 0      |
| Brighton & Hove Albion      | 2020/21 | Premier League | 27     | 0    | 0      | 0      | 0       | 0       | –       | –       | 27     | 0      |
| Brighton & Hove Albion      | 2021/22 | Premier League | 2      | 0    | 0      | 0      | 0       | 0       | –       | –       | 2      | 0      |
| Brighton & Hove Albion      | Celkem  | Celkem         | 29     | 0    | 0      | 0      | 0       | 0       | –       | –       | 29     | 0      |
| Forest Green Rovers (host.) | 2018/19 | League Two     | 17     | 0    | 0      | 0      | 0       | 0       | –       | –       | 17     | 0      |
| Rochdale (host.)            | 2019/20 | League One     | 26     | 0    | 6      | 0      | 3       | 0       | –       | –       | 35     | 0      |
| Celkem                      | Celkem  | Celkem         | 72     | 0    | 6      | 0      | 3       | 0       | –       | –       | 81     | 0      |